# ۴۸۳ (خورشیدی)
۴۸۳ چهارصد و هشتاد و سومین سال هجری خورشیدی است.